# 森山真弓
森山真弓（1927年11月7日—2021年10月14日）是日本女性官僚。娘家姓古川 。她曾任勞動省婦女少年局長、參議院議員（3期）、眾議院議員（4期），環境廳長官（第一次海部內閣）、內閣官房長官（第一次海部內閣）、文部大臣（宮澤改造內閣）、法務大臣（第一次小泉内閣與第一次小泉第一次改造内閣），也是日本首任女性內閣官房長官。她在2009年的第45屆日本眾議院議員總選舉之前退出政壇，之後曾任白鷗大學校長。2021年10月14日在東京去世。
她支持加強規管純繪製的模擬兒童色情，認為應將這些內容列入《兒童買春、兒童色情關係行為等處罰及兒童保護等相關法律》的禁止對象。
丈夫森山欽司也是政治家，曾任運輸大臣與眾議院議員。

## 荣誉

### 日本勋章奖章
- 旭日大绶章（2009年）

### 外国勋章奖章
- 新西兰功绩官佐勋章（新西兰，2008年12月31日批准[6]，2009年3月19日于克莱斯特彻奇颁发[7]）